# Elżbieta Wężyk
Elżbieta Żółtowska, coniugata Wężyk (Varsavia, 5 dicembre 1935), è un'ex cestista polacca.

## Carriera
Con la Polonia ha disputato tre edizioni dei Campionati europei (1958, 1960, 1962).